# Kleine Mutti
Kleine Mutti (ungarisch Kismama) ist der Titel eines 1934–1935 von der Universal Film GmbH Wien unter Joe Pasternak produzierten und am 20. April 1935 in Wien uraufgeführten Films.
Die turbulente Verwechslungskomödie, eine österreichisch-ungarische Koproduktion unter der Regie von Hermann Kosterlitz (dem späteren Henry Koster) mit dem Drehbuch von Felix Joachimson (später Felix Jackson), war international erfolgreich, ist aber im deutschen Sprachraum nur wenig bekannt. Dies ist eine Spätwirkung des „Arierparagraphen“ der deutschen Filmwirtschaft, der auch Franziska Gaal, den Star des Films, betraf. Als Mitwirkende sind neben Gaal auch Otto Wallburg und eine Reihe bekannter österreichischer Schauspieler der Zeit zu nennen, etwa Anni Rosar, Rudolf Carl und  Richard Eybner. Der Film diente als Vorlage für den 1939 produzierten amerikanischen Streifen Die Findelmutter (Bachelor Mother) mit Ginger Rogers und David Niven und dessen Neuverfilmung aus dem Jahr 1956 mit Debbie Reynolds und Eddie Fisher unter dem Titel Na, na, Fräulein Mutti! (Bundle of Joy).

## Handlung
Ein junges Mädchen, Schülerin einer Internatsschule, findet ein neugeborenes Kind auf den Stufen eines Waisenhauses. Sie nimmt sich des Babys an, gerät aber sofort unter Verdacht, die Mutter des Kindes zu sein. Sie wird daher sofort der Schule verwiesen. In der Folge kommt es zu einer Abfolge turbulenter Verwechslungen, das im Prinzip ernste Thema der unehelichen Mutterschaft wird im Stil der Screwball-Comedy behandelt: Das Mädchen quartiert sich in einem Luxushotel ein, mit der Absicht, dort später die Zeche zu prellen. In der Zwischenzeit will sie ein Heim für das Baby finden, aber der Hotelarzt verweist sie vorzeitig aus dieser Zuflucht. Als Nächstes übernimmt die Heldin einen Posten als Verkäuferin von Staubsaugern und gerät im Haus eines Bankiers unter Verdacht, die Geliebte von dessen Sohn zu sein. Es kommt zu mancherlei anderen Verwechslungen, bis sich am Ende alles zum Guten wendet.